# ヴェニスに死す
『ヴェニスに死す』（ヴェニスにしす、Der Tod in Venedig）は、ドイツの作家トーマス・マンの中編小説。1912年発表。

## あらすじ
20世紀初頭のミュンヘン。著名な作家グスタフ・フォン・アッシェンバッハは、執筆に疲れてイギリス庭園を散策した帰り、異国風の男の姿を見て旅への憧憬をかきたてられる。
いったんアドリア海沿岸の保養地に出かけたが、嫌気がさしてヴェネツィアに足を向ける。
ホテルには長期滞在している上流階級のポーランド人家族がおり、その10代初めと思われる息子タジオの美しさにアッシェンバッハは魅せられてしまう。
やがて海辺で遊ぶ少年の姿を見るだけでは満足できなくなり、後をつけたり家族の部屋をのぞきこんだりするようになる。
様々な栄誉に包まれた「威厳ある」作家である彼は、こうして美少年への恋によって放埒な心情にのめりこんでいく。だが、ヴェネツィアにはコレラが迫っていた。
滞在客たちが逃げ出し閑散とする中、アッシェンバッハは美少年から離れたくないためにこの地を去ることができない。そして、少年とその家族がついにヴェネツィアを旅立つ日、アッシェンバッハはコレラに感染して死を迎えるのであった。

## 執筆経過と評価
トーマス・マンは1911年に実際にヴェネツィアを旅行しており、そこで出会った上流ポーランド人の美少年に夢中になり、帰国後すぐにこの小説を書いた。
ただし小説では主人公アッシェンバッハは50代で、妻に先立たれ一人娘は嫁いでおり、ヴェネツィアには一人旅をするという設定だが、マンがヴェネツィアに旅したのは30代半ばで、妻や子供、兄のハインリヒ・マンなどと一緒だった。
また、主人公のアッシェンバッハがグスタフというファーストネームを持つのは、執筆直前に作曲家のグスタフ・マーラーが死去し、彼と交際のあったトーマス・マンがその名前を借りたためである。同時にアッシェンバッハの容貌もマーラーを模している。
トーマス・マンはこの小説を書いた直後は、作品の出来に確信が持てないでいた。しかし、ほどなく出たフランス語訳がたいへんな評判を呼んだのを初め、内外で高い評価を受け、やがてマン自身もこの小説を 『トーニオ・クレーガー』 と並んで自分の書いた中編小説の代表作と見なすようになった。

## 実在のタジオ

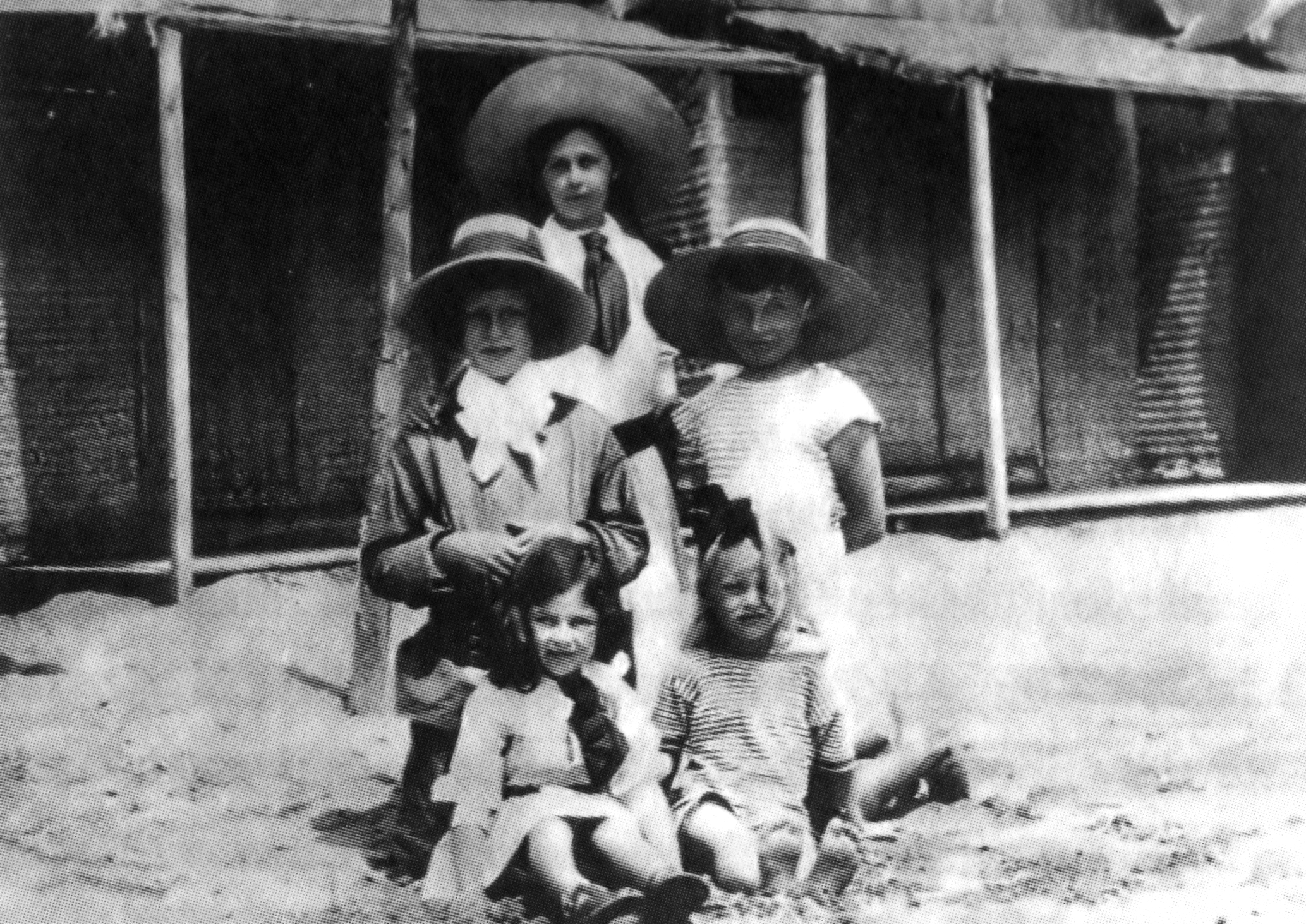
1911年、マンに出会ったまさにその夏のヴェネツィアで撮られたモエス男爵（中段左側の少年）
彼と一緒に写っているのは彼の姉（彼の右側）と妹たち（下段）、および友人のヤン・フダコフスキ（あだ名は「ヤス」、上段の人物）
この写真当時の男爵は11歳の誕生日を迎える直前でまだ10歳

マンに見初められた美少年は自分の方をじろじろ眺めるドイツ作家の存在を意識しており、後年この小説のポーランド語訳が出た際には、自分がモデルとなった作品であることに気づいたが、そのことを公言しなかったため、モデルの身元が判明したのはマンが死去してしばらくたってからであった。一説には1971年公開の映画を観たときだという。
この少年はシュラフタ（ポーランド貴族）のヴワディスワフ・モエス（Władysław Moes）男爵で、ヴェネツィアでマンと遭遇したのは11歳のときだった（男爵は1900年生まれ）。彼は当時ヴワジオ（Władzio）、アジオ（Adzio）などの愛称で呼ばれていた。
モエス男爵は第二次世界大戦後もポーランドに住み、1986年に亡くなった。ポーランド南部シロンスク県ピリツァの丘の上にある一族の墓地に葬られている。

## オペラ
1973年にベンジャミン・ブリテンが、オペラ《ヴェニスに死す》（Death in Venice ）を作曲している。

## 日本語訳（文庫）
- 『ヴェニスに死す』 実吉捷郎訳（岩波文庫、改版2000年）。ISBN 978-4003243411
- 『トニオ・クレーゲル　ヴェニスに死す』 高橋義孝訳（新潮文庫、再改版2012年）。ISBN 410-2022015
- 『ヴェネツィアに死す』 岸美光訳（光文社古典新訳文庫、2007年）。ISBN 433-4751245
- 『ベニスに死す』 圓子修平訳（集英社文庫、2011年）。ISBN 408-7606287